# Wided Bouchamaoui
Wided Bouchamaoui, également orthographié Ouided Bouchamaoui (arabe : وداد بوشماوي), née le 18 octobre 1961 à Gabès, est une femme d'affaires tunisienne, présidente de l'Union tunisienne de l'industrie, du commerce et de l'artisanat (UTICA) entre 2011 et 2018.

## Biographie
Originaire de Bouchama (gouvernorat de Gabès), elle intègre la société Hédi Bouchamaoui & Sons (spécialisée dans le pétrole, le BTP, le textile et l'industrie), une société fondée par son père et rattachée au groupe Bouchamaoui, après avoir obtenu un DESS en commerce international et marketing. Elle fonde en 1994 la société Maille Fil spécialisée dans les fils de coton peignés.
Après la révolution, elle est élue en mai 2011 à la tête de l'UTICA, portée par une volonté de renouvellement à la tête du patronat. Dès lors, elle réunit les acteurs sociaux, le gouvernement et les centrales syndicales et cherche à relancer l'investissement par du lobbying à l'étranger, mais aussi avec des partenaires comme la Bourse de Tunis. Elle mène par ailleurs des négociations sociales directes avec l'Union générale tunisienne du travail, tout en intervenant lors des troubles sociaux qui paralysent certaines entreprises. Sous sa direction, l'UTICA est aussi l'une des composantes du quartet du dialogue national qui obtient le prix Nobel de la paix 2015 pour son succès dans la mission qui a abouti à la tenue des élections présidentielles et législatives ainsi qu'à la ratification de la nouvelle Constitution en 2014.
En prévision du congrès de l'UTICA de janvier 2018, elle renonce à se représenter. En 2020, elle désignée comme chargée de la direction d'un nouveau programme de master proposé par l'Institut des hautes études internationales.

## Vie privée
Elle est mère de deux garçons.

## Distinctions
- Désignée par le magazine Jeune Afrique parmi les 50 personnalités qui font la Tunisie en 2012[5] ;
- Women Business Award, remis par le Partenariat de Deauville, issu du sommet du G8 de 2011, le 26 juin 2013[6] ;
- Désignée par le magazine New African (en) parmi les 100 personnalités les plus influentes d'Afrique en 2013[7] ;
- Oslo Business for Peace Award, remis par la Fondation Business for Peace (en), le 11 avril 2014[8],[9] ;
- Grand officier de l'Ordre de la République tunisienne, remis par le président de la République tunisienne, le 14 janvier 2015[10],[11] ;
- Égide d'Or, remis par l'Organisation arabe pour la responsabilité civile, le 14 octobre 2015[12] ;
- Commandeur de la Légion d'honneur, remise par le président de la République française, François Hollande, le 8 décembre 2015[13] ;
- Prix Jeane J. Kirkpatrick, remis par le Réseau des femmes pour la démocratie, le 4 mars 2016[14] ;
- Docteur honoris causa de l'université Paris-Dauphine, le 11 novembre 2017[15] ;
- Prix international d'excellence Farmasi, le 30 novembre 2018[16] ;
- Désignée par Reputation Poll International (agence de consultants en relations publiques) parmi les « 100 Africains les plus réputés » en 2023 [17].